# 21001 Trogrlic
21001 Trogrlic este un asteroid de la ceinture principale care intersectează orbita planetei Marte.

## Descriere
21001 Trogrlic este un asteroid care intersectează orbita planetei Marte. Asteroidul prezintă o orbită caracterizată de o semiaxă mare de 2,33 ua, o excentricitate de 0,32 și o înclinație de 21,5° în raport cu ecliptica.